# Leucastea alluaudi
Leucastea alluaudi es una especie de coleóptero de la familia Megalopodidae.

## Distribución geográfica
Habita en Kilimanjaro (Tanzania).